# 张雍敬
张雍敬（?—1719年?），初名珩，字珩佩，号简庵。秀水（今嘉兴）人。
张雍敬精通天文历算。著《定历玉衡》一书，請朱彝尊作序，稱“博综历法五十六家，正古今历术之谬四十四”，备致推重。张又持此書給請潘耒評價，潘耒推薦他去找梅文鼎討論。於是張雍敬自带干粮行走千里，前去宣城拜訪梅文鼎，待了一年多才回家。康熙五十八年（1719）年左右去世。